# Phytobia spinulosa
Phytobia spinulosa este o specie de muște din genul Phytobia, familia Agromyzidae, descrisă de Mitsuhiro Sasakawa în anul 1992.
Este endemică în Ecuador. Conform Catalogue of Life specia Phytobia spinulosa nu are subspecii cunoscute.